# Stylaster papuensis
Stylaster papuensis is een hydroïdpoliep uit de familie Stylasteridae. De poliep komt uit het geslacht Stylaster. Stylaster papuensis werd in 1981 voor het eerst wetenschappelijk beschreven door Zibrowius. 